# Chionaema bianca
Chionaema bianca är en fjärilsart som beskrevs av Walker 1856. Chionaema bianca ingår i släktet Chionaema och familjen björnspinnare. Inga underarter finns listade i Catalogue of Life.